# Fritillaria sichuanica
Fritillaria sichuanica là một loài thực vật có hoa trong họ Liliaceae. Loài này được S.C.Chen miêu tả khoa học đầu tiên năm 1983.